# Hans Baluschek
Hans Baluschek (Breslavia, 9 maggio 1870 – Berlino, 28 settembre 1935) è stato un pittore tedesco.

## Biografia
Baluschek è stato un rappresentante di spicco del realismo sociale tedesco, e in quanto tale cercò di ritrarre la vita della gente comune con vivida schiettezza. I suoi dipinti si incentrarono sulla classe operaia di Berlino. Appartenne al movimento della secessione di Berlino, un gruppo di artisti particolarmente interessati agli sviluppi avanguardistici dell'arte (e in particolare dell'Espressionismo tedesco). Nonostante ciò, lungo l'arco della sua vita egli fu conosciuto principalmente per le sue fantasiose illustrazioni del famoso libro per bambini Peterchens Mondfahrt.
Dopo il 1920 divenne un membro attivo del Partito Socialdemocratico tedesco, che all'epoca professava ancora una visione marxista della storia.

## Galleria d'immagini

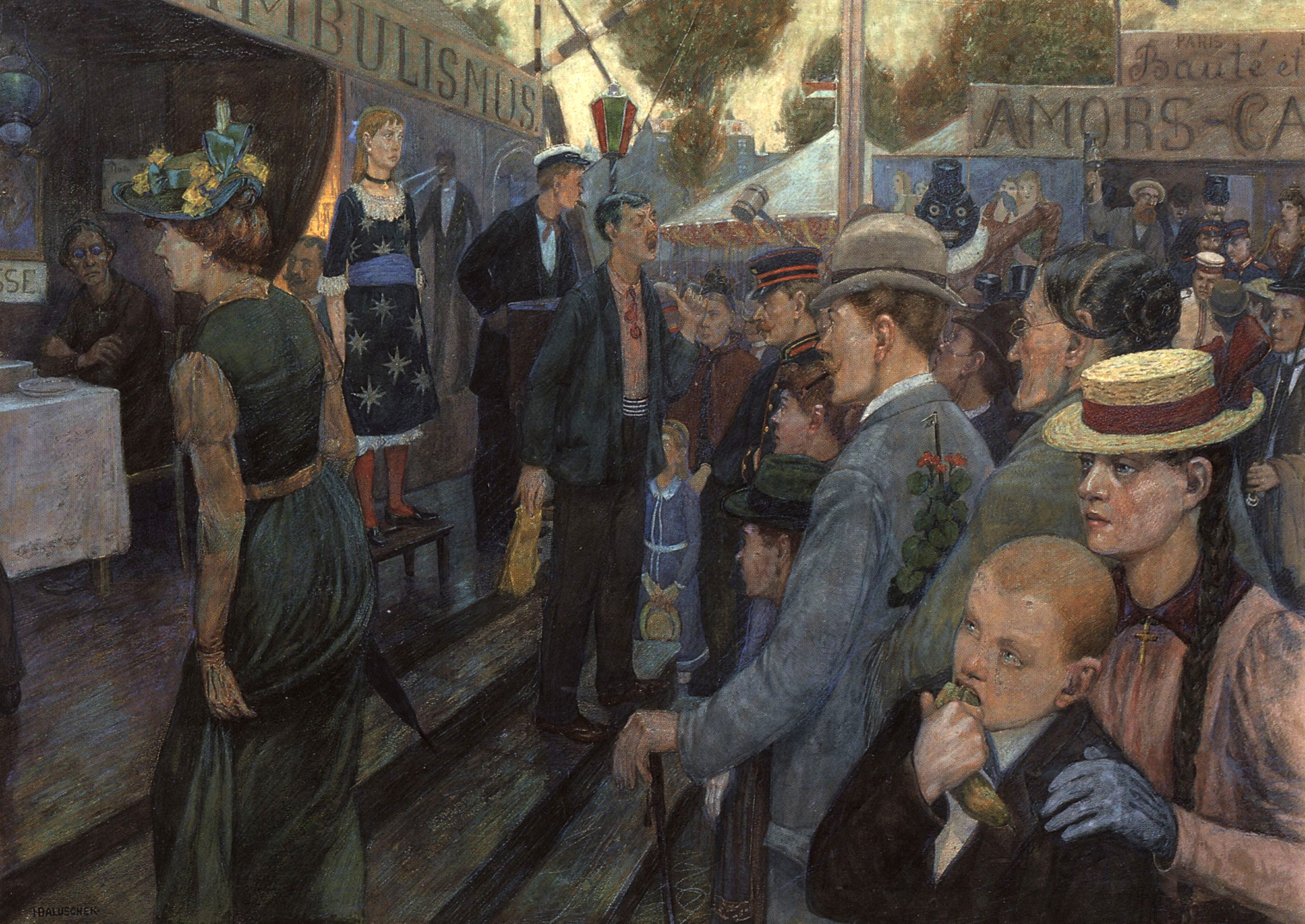
Parco divertimenti di Hasenheide, 1895
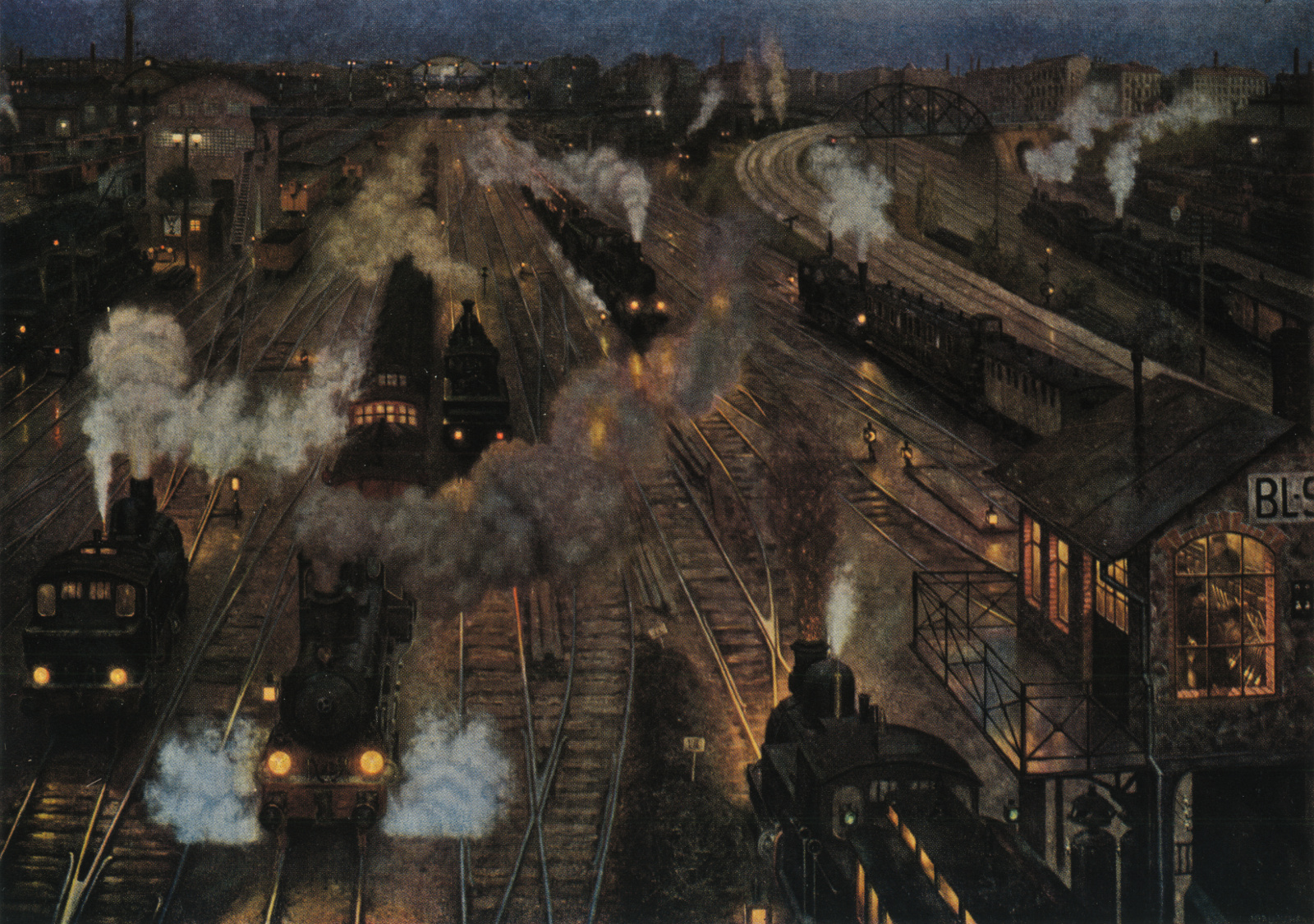
Stazione ferroviaria della grande città, 1904
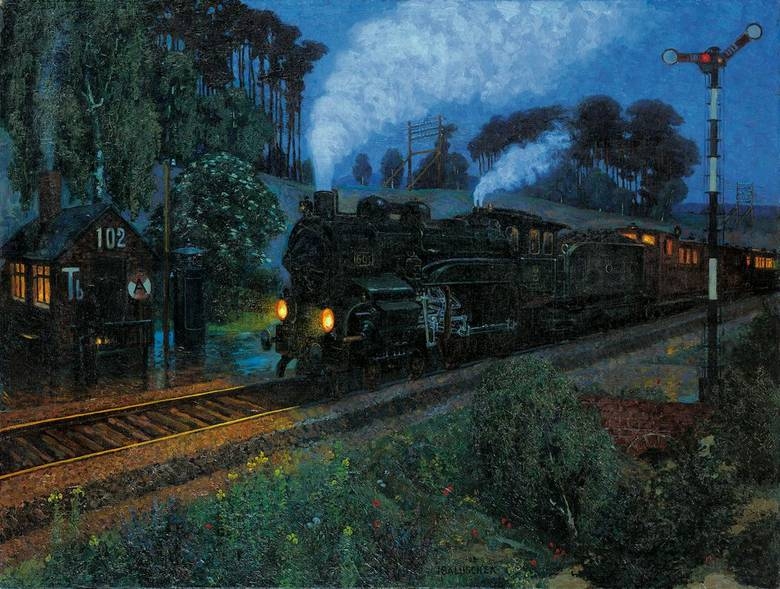
L'arrivo del treno espresso, 1909
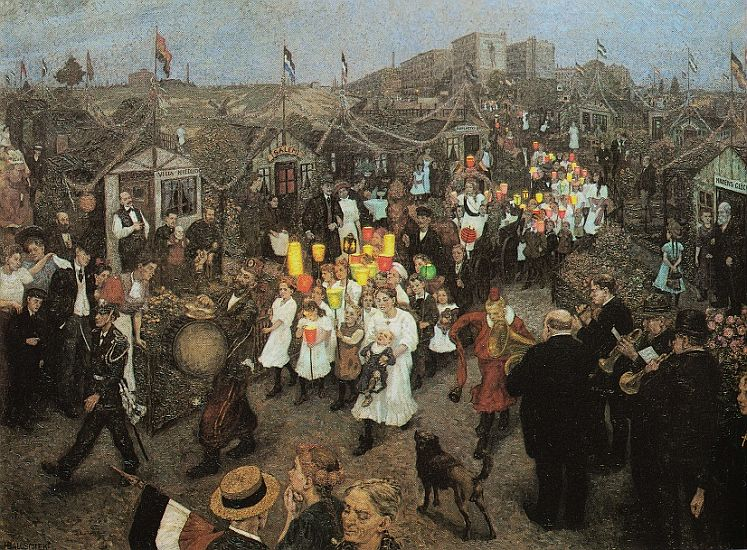
Festa estiva, 1909
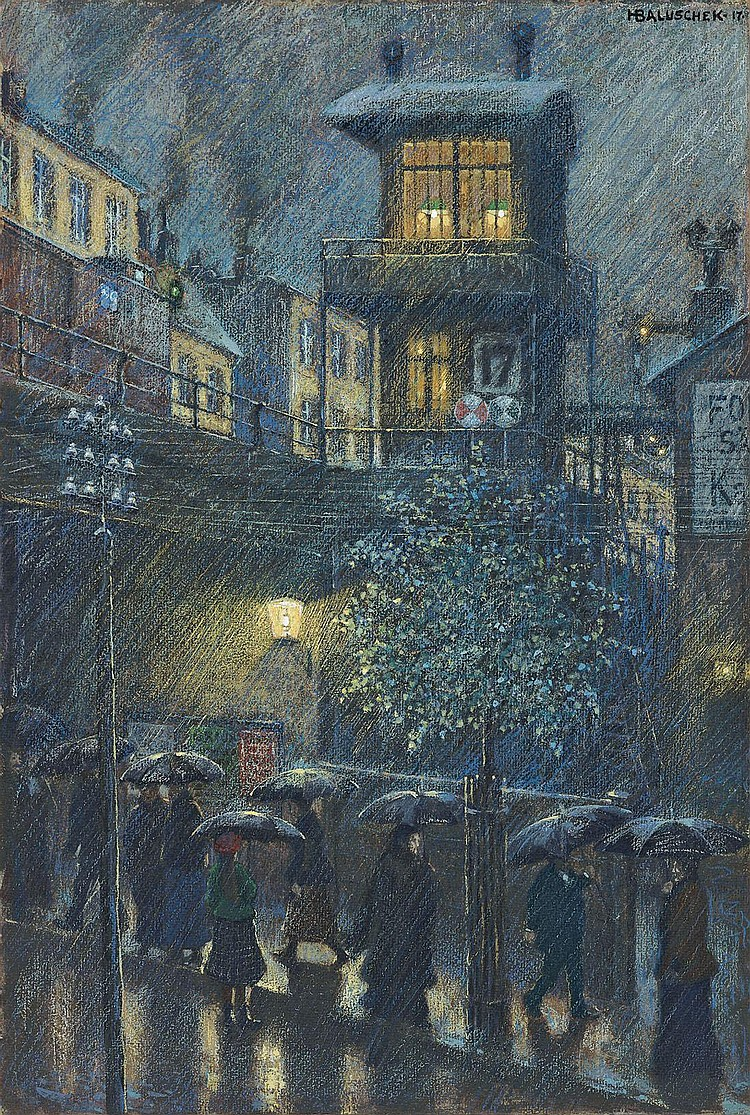
Pioggia, 1917
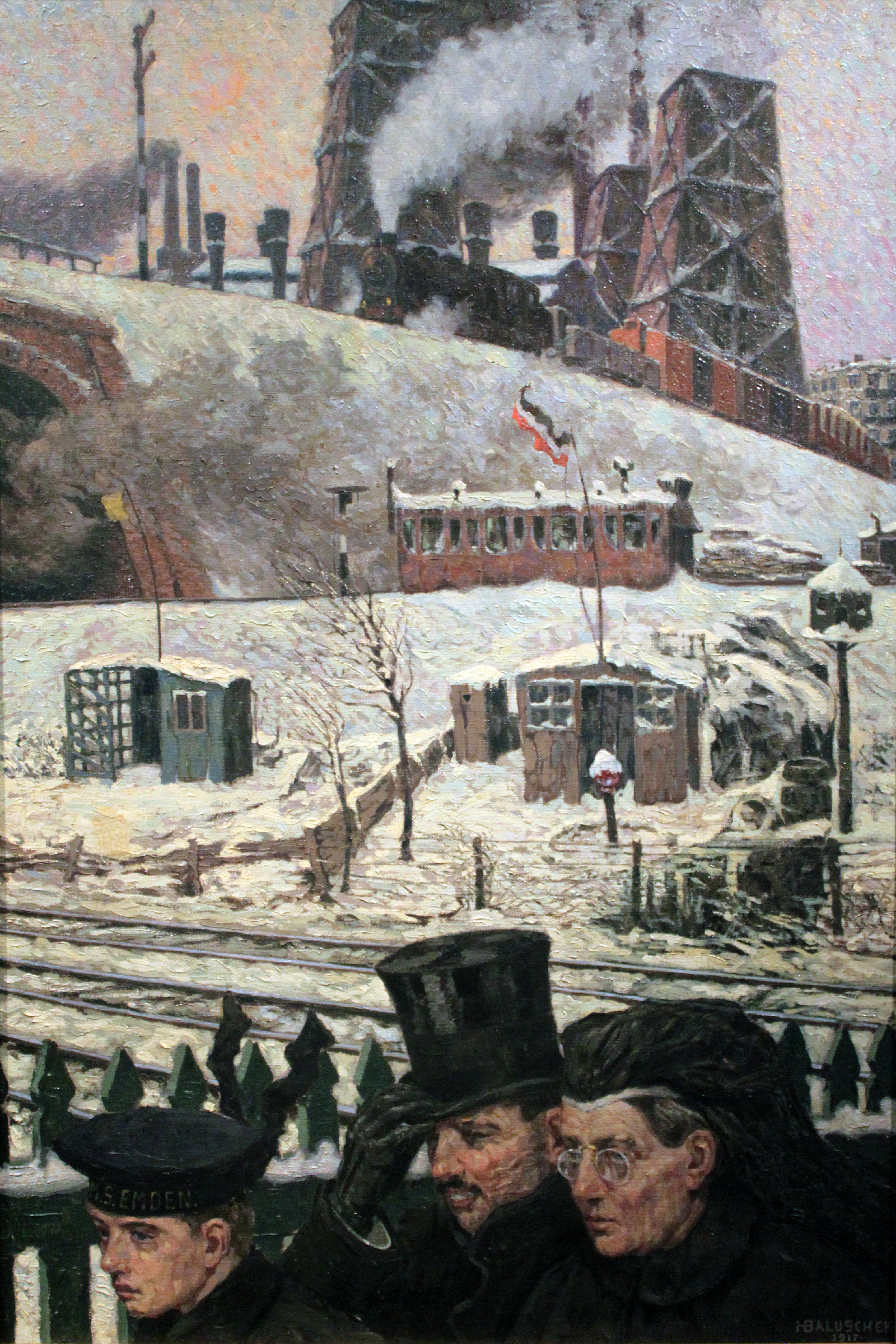
Inverno di guerra, 1917
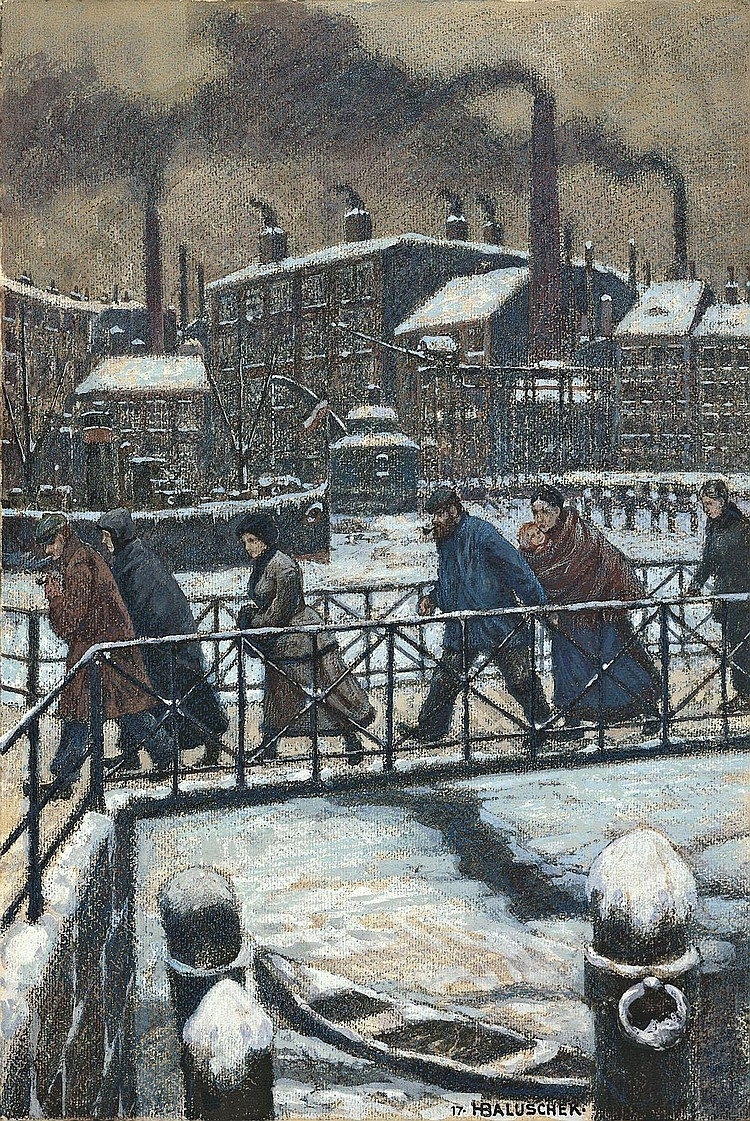
Freddo, 1917
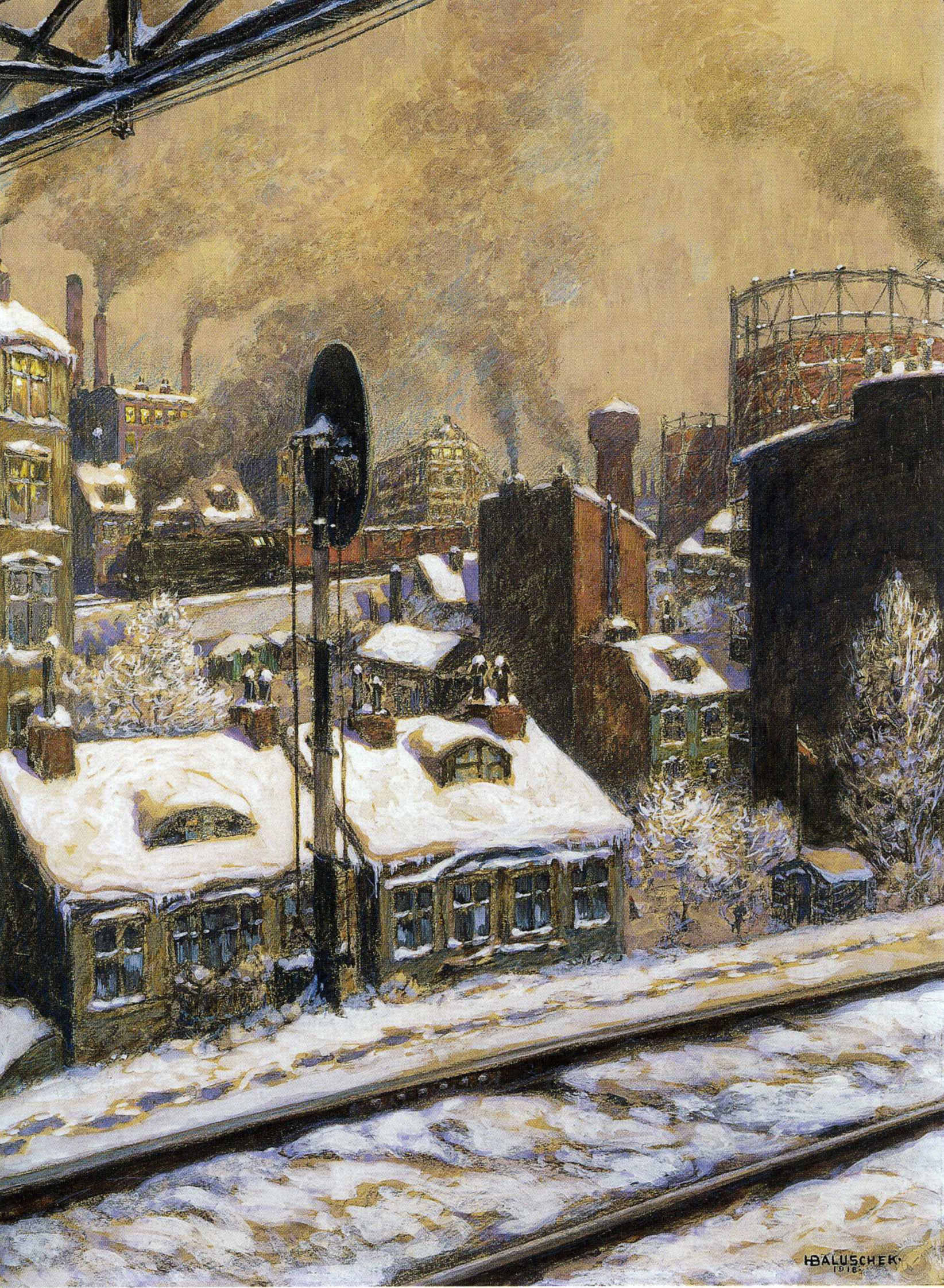
Forte nevicata, 1918
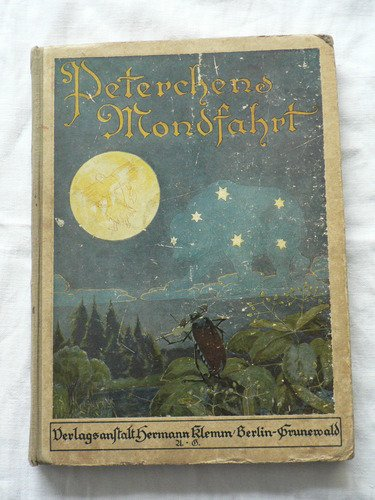
Illustrazione per la copertina di Peterchens Mondfahrt, 1919
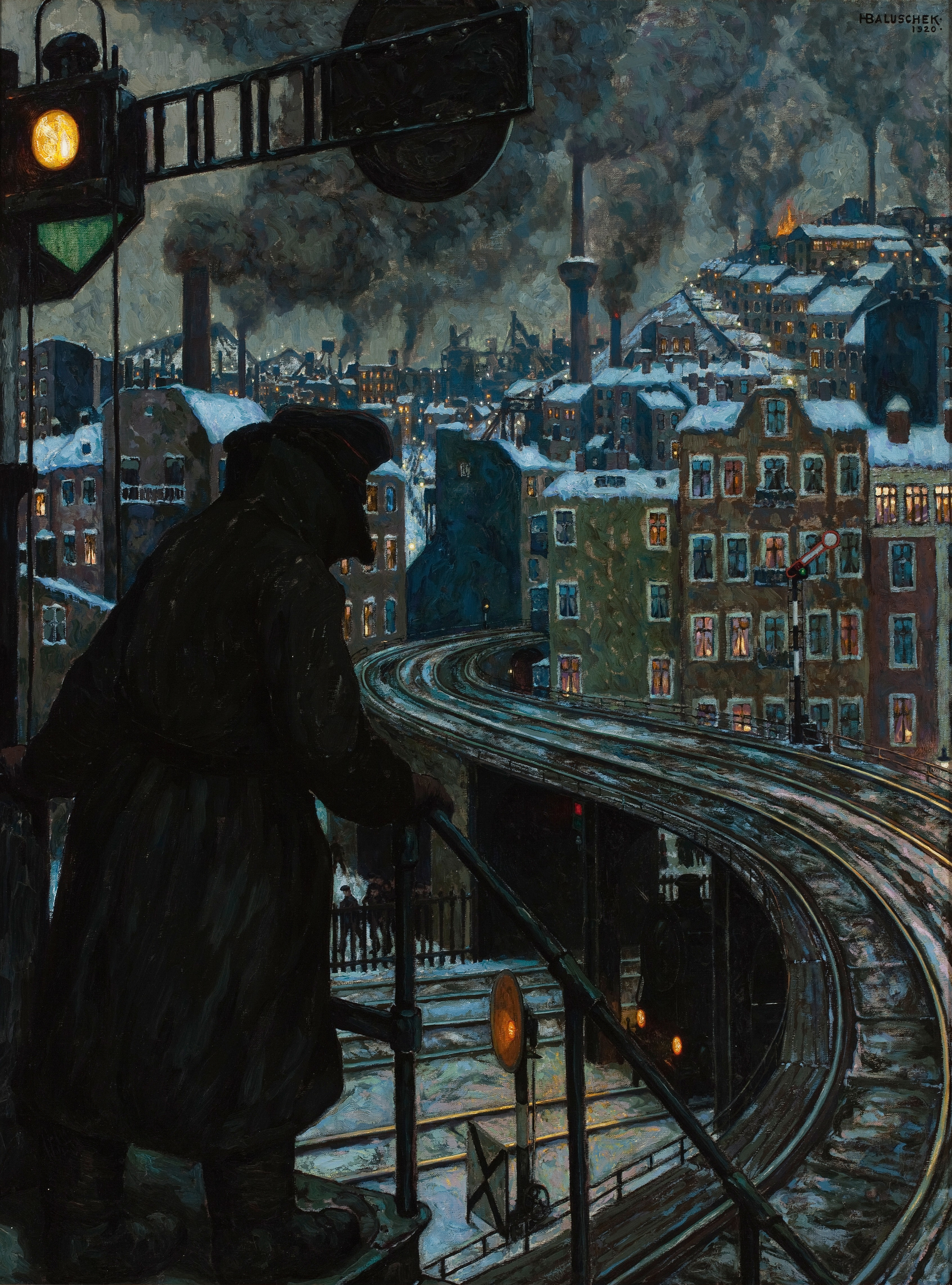
Città dei lavoratori, 1920
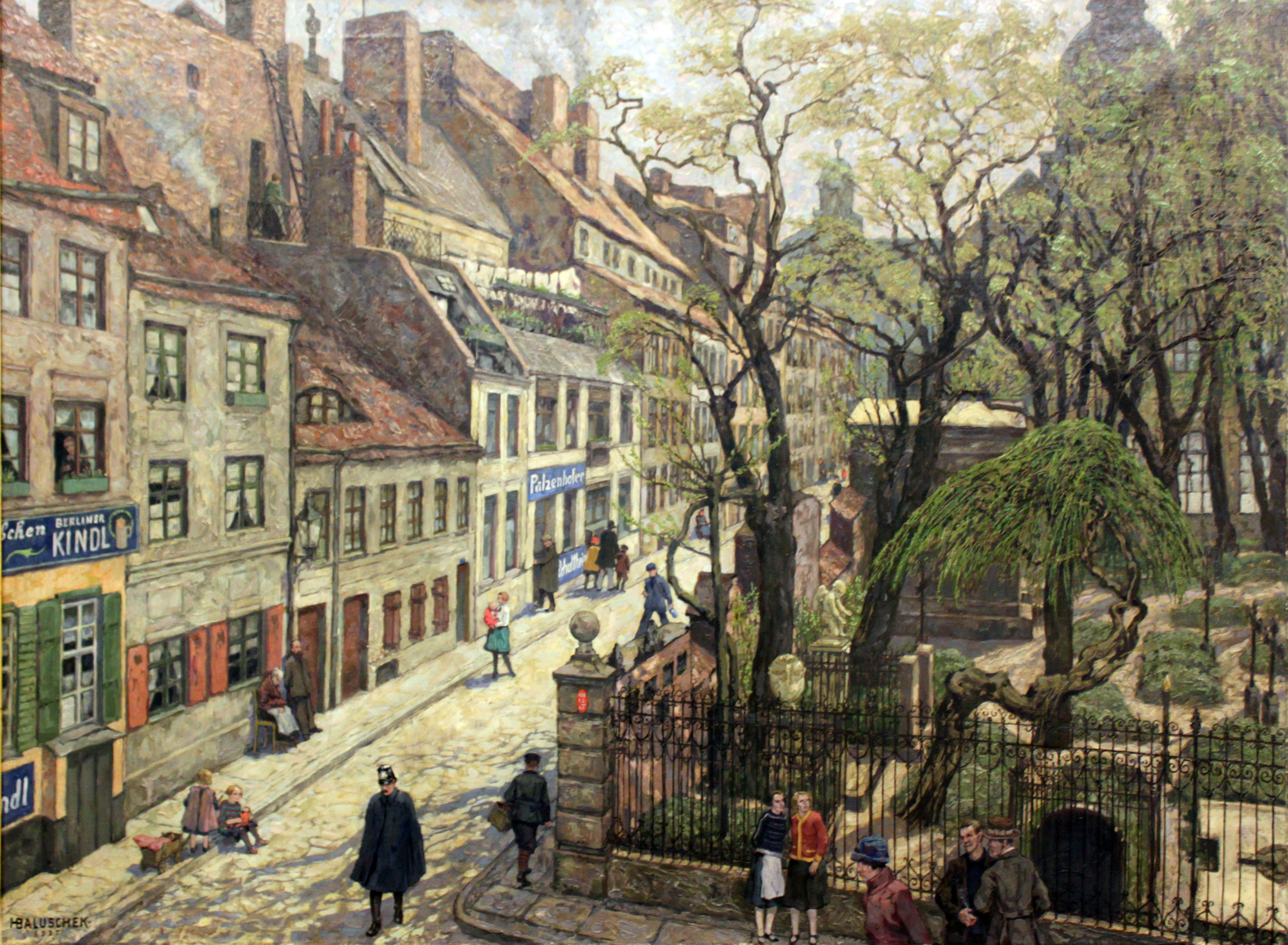
Strada degli orfani, Berlino, 1927
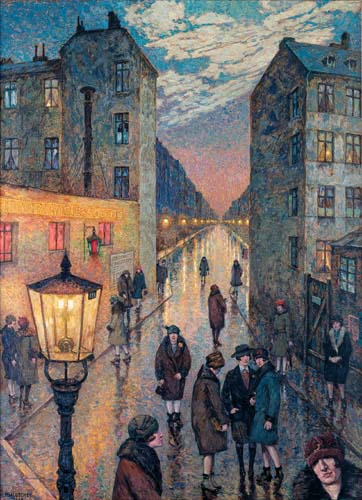
Angolo della grande città, 1929
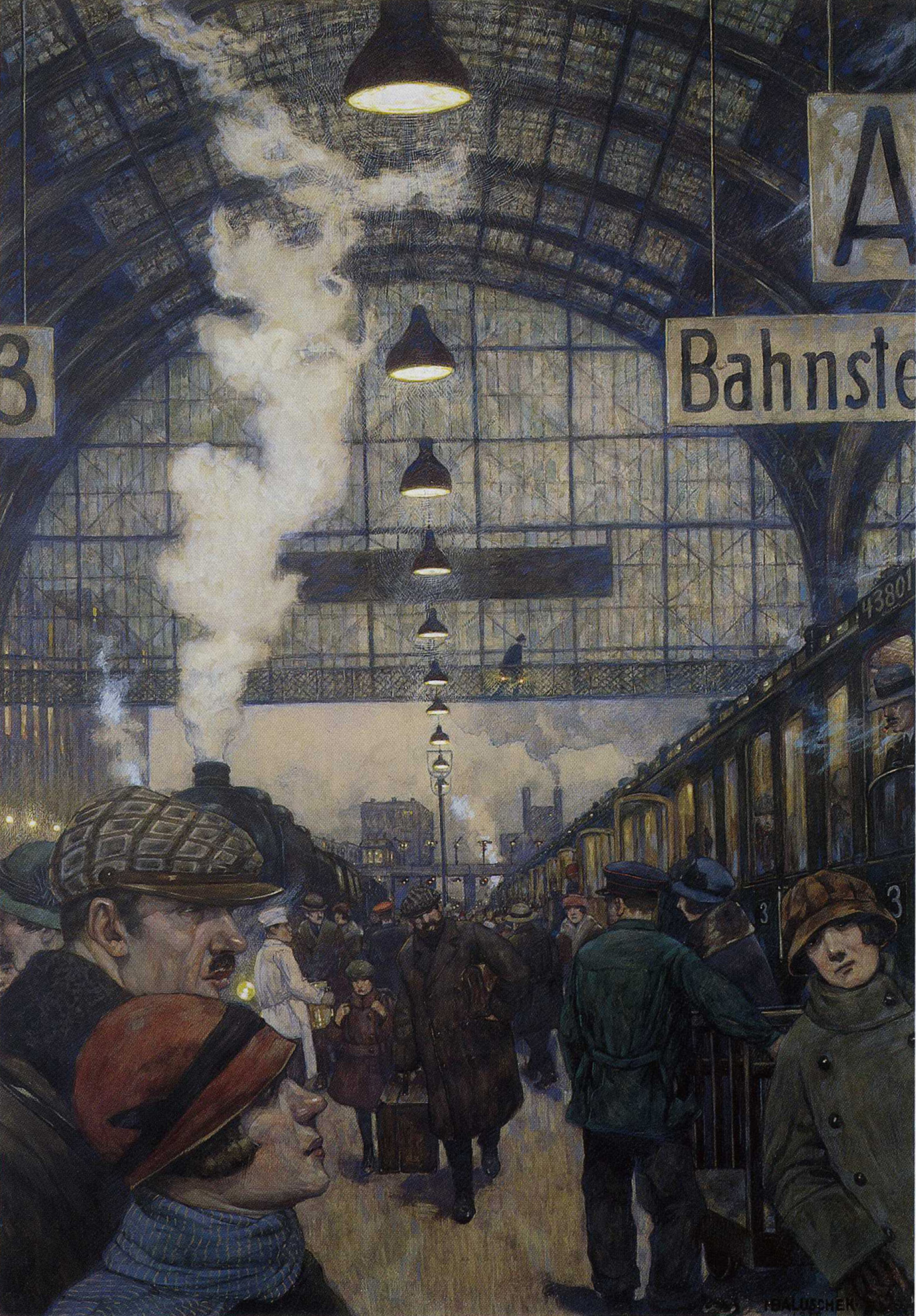
Stazione ferroviaria, 1929
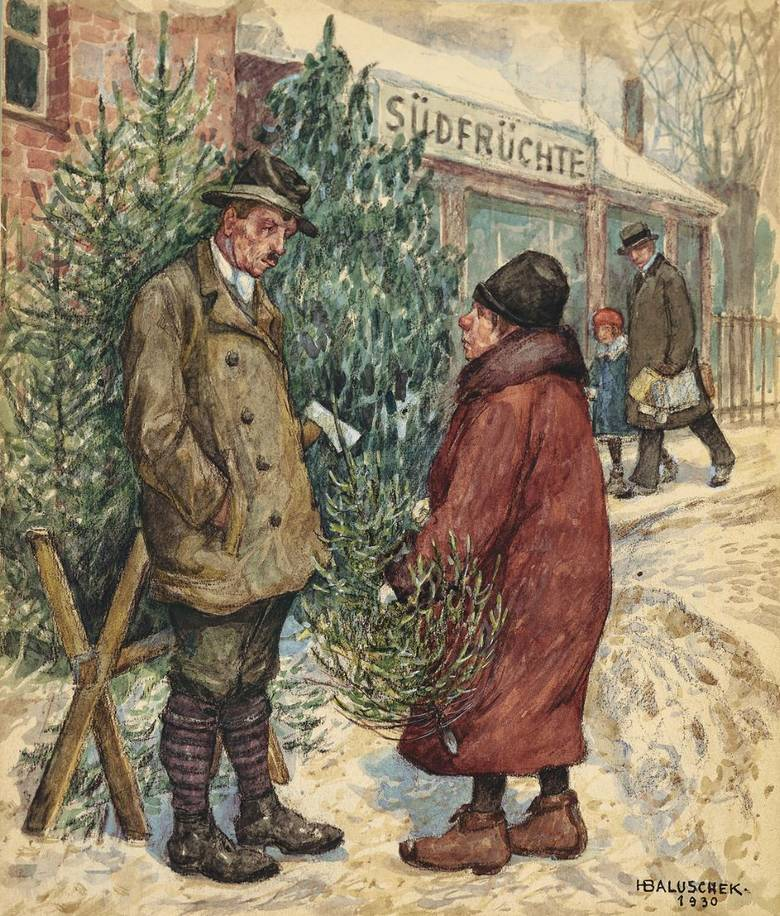
Vendita di alberi di Natale, 1930
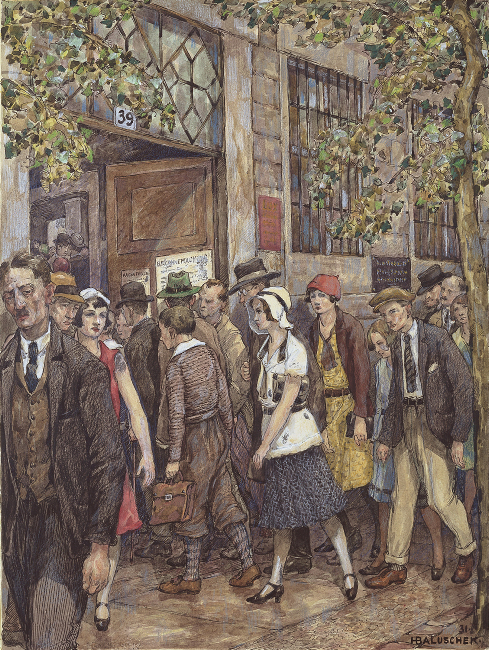
Ufficio di collocamento, 1931
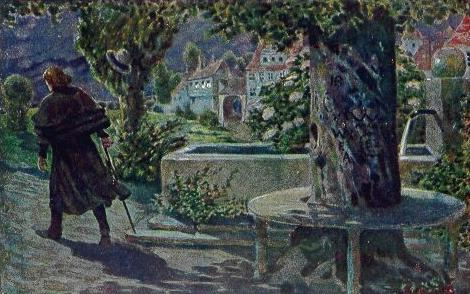
Fontana vicino all'ingresso della città, 1935